# Khishigbatyn Erdenet-Od
Khishigbatyn Erdenet-Od  (en mongol : Хишигбатын Эрдэнэт-Од), née le 7 juillet 1975 à Darkhan, est une judokate mongole.

## Palmarès international en judo
| Championnats du monde | Championnats du monde | Championnats du monde |
| Année                 | Médaille              | Catégorie             |
| --------------------- | --------------------- | --------------------- |
| 2005                  | bronze                | –57 kg                |
| Jeux asiatiques       |                       |                       |
| Année                 | Médaille              | Catégorie             |
| 1998                  | or                    | –57 kg                |
| 2002                  | bronze                | –57 kg                |
| Championnats d'Asie   |                       |                       |
| Année                 | Médaille              | Catégorie             |
| 2000                  | argent                | –57 kg                |
| 2001                  | or                    | –57 kg                |
| 2003                  | argent                | –57 kg                |
| 2004                  | argent                | –57 kg                |
| 2005                  | or                    | –57 kg                |
| 2007                  | bronze                | –57 kg                |
| 2008                  | bronze                | –57 kg                |
| Universiade           |                       |                       |
| Année                 | Médaille              | Catégorie             |
| 1999                  | bronze                | –57 kg                |